# Солоничка
Солоничка — река в России, протекает в Смоленской области, по участку реки проходит граница Смоленской и Калужской областей. Устье реки находится в 16 км по левому берегу реки Демина. Длина реки составляет 12 км. 

## Данные водного реестра
По данным государственного водного реестра России относится к Окскому бассейновому округу, водохозяйственный участок реки — Угра от истока и до устья, речной подбассейн реки — Бассейны притоков Оки до впадения Мокши. Речной бассейн реки — Ока.